# Honda NT-700V
Honda NT-700V Deauville je silniční cestovní motocykl firmy Honda. Je to lehce ovladatelný cestovní motocykl v sériové výbavě s čelním štítem a dvěma integrovanými bočními kufry. Jeho výhodou pro cestovatele je bezúdržbový sekundárním převod kardanem. Jejím předchůdce byla Honda NT 650V Deauville, vycházejí z nekapotovaného modelu Honda NTV 650 Revere.

## Motor
Motor je kapalinou chlazený dvouválec do V, který byl původně používán při objemu 583 cm³ (s vrtáním 75 mm a nezměněným zdvihem) v chopperu
Honda VT 600C Shadow, který měl výkon 29 kW, čtyřstupňovou převodovku a sekundární převod řetězem, dále v enduru Honda XL-600V Transalp s výkonem výkon 36,5 kW, pětistupňovou převodovku a sekundárním převodem řetězem. Po zvýšení vrtání na 79 mm byl použit u modelu Honda NTV 650 Revere s výkonem 44 kW a u následujícího modelu Honda NT 650V Deauville, který má výkon 41 kW a také u endur Honda XL-650V Transalp a Honda XRV-650 AfricaTwin. S vrtáním 81 mm je dále použit i u modelu XL-700V Transalp.

## Technické parametry pro modelový rok 2008
- Rám: dvojitý ocelový
- Suchá hmotnost: 200 kg